# Sébastien Arsac
Pour les articles homonymes, voir Arsac (homonymie).
Sébastien Arsac, né en 1973 au Puy-en-Velay (Haute-Loire), est un militant animaliste français, cofondateur, porte-parole et directeur d’enquêtes de l'association L214, connu notamment pour ses enquêtes de terrain et ses vidéos, souvent qualifiées de vidéos « choc », sur les élevages et abattoirs français.

## Biographie

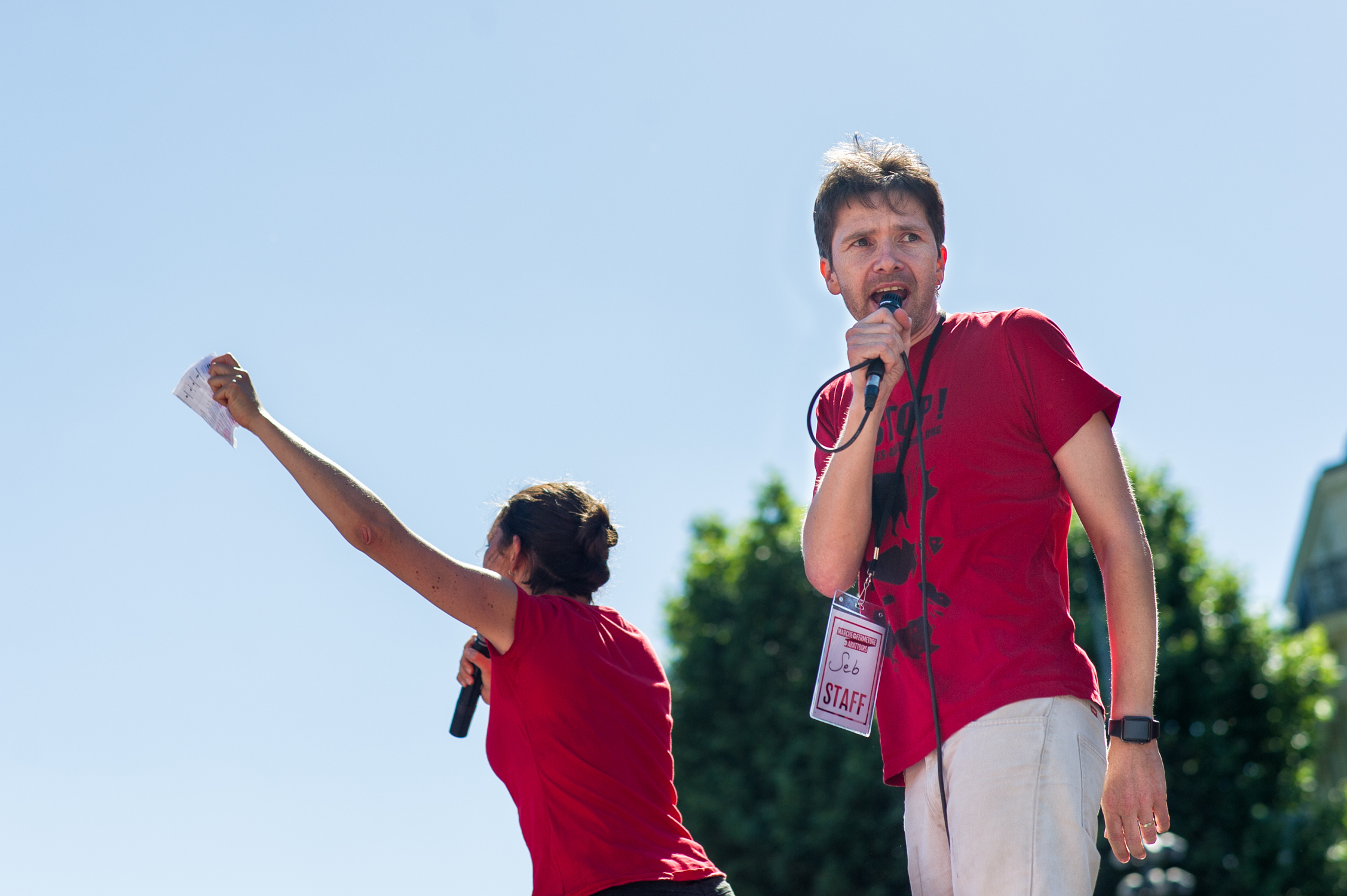
Sébastien Arsac, lors de la Marche pour la fermeture des abattoirs, en 2017.

Sébastien Arsac est né au Puy-en-Velay en 1973 d’une mère secrétaire administrative et d’un père instituteur spécialisé,. Petit-fils d'un boucher d'Espaly-Saint-Marcel, il grandit en regardant son grand-père paternel abattre des porcs, tandis que ses grands-parents maternels sont éleveurs de vaches laitières. 
Après une maîtrise et un DEA de mathématiques, il effectue durant deux ans son service militaire en tant qu'objecteur de conscience à la Maison de l'Écologie de Lyon, où il découvre les écrits de Peter Singer, philosophe australien et auteur de La Libération animale, qui le « bouleversent à jamais ». Il devient par la suite professeur des écoles, métier qu'il quitte au bout d'un an et demi pour se consacrer à la cause animale, en rejoignant Welfarm, une ONG française de protection mondiale des animaux de ferme.  
En 1993, à l’âge de 20 ans, il renonce à consommer de la viande ou du poisson, puis il devient végétalien en 2003, avant de se convertir totalement à la cause végane, par antispécisme,. En 1998, après leur rencontre avec les trois fondateurs des Cahiers antispécistes, Sébastien Arsac et Brigitte Gothière rejoignent la rédaction de la revue. En 2003, il fonde avec Brigitte Gothière le mouvement anti-foie gras Stop Gavage, tourne dans une salle de gavage ses premières vidéos en caméra cachée à l'aide du caméscope familial en se faisant passer pour un étudiant vétérinaire,, et  « peaufine sa méthode : enquête de terrain et images chocs. »,. En 2007, muni d'une caméra, il réalise sa première enquête à l’intérieur de l'abattoir de Polignac, en se faisant passer pour un stagiaire.
En 2008, afin d’élargir les actions du mouvement à l’ensemble des productions animales, il fonde avec sa femme Brigitte Gothière, militante animaliste également, l’association L214 éthique et animaux dont il devient le premier salarié, le porte-parole et le directeur d'enquêtes,,. En septembre de la même année, en pleine crise de la vache folle, il se fait embaucher pendant trois semaines dans un abattoir du groupe Charal où il tourne des scènes d'abattage avec une caméra cachée. Bruno Le Maire, ministre de l’agriculture de l'époque, se dira « choqué » par les images ainsi obtenues et commandera un audit interne dans les abattoirs.

## Suites judiciaires

### Abattoir de Houdan

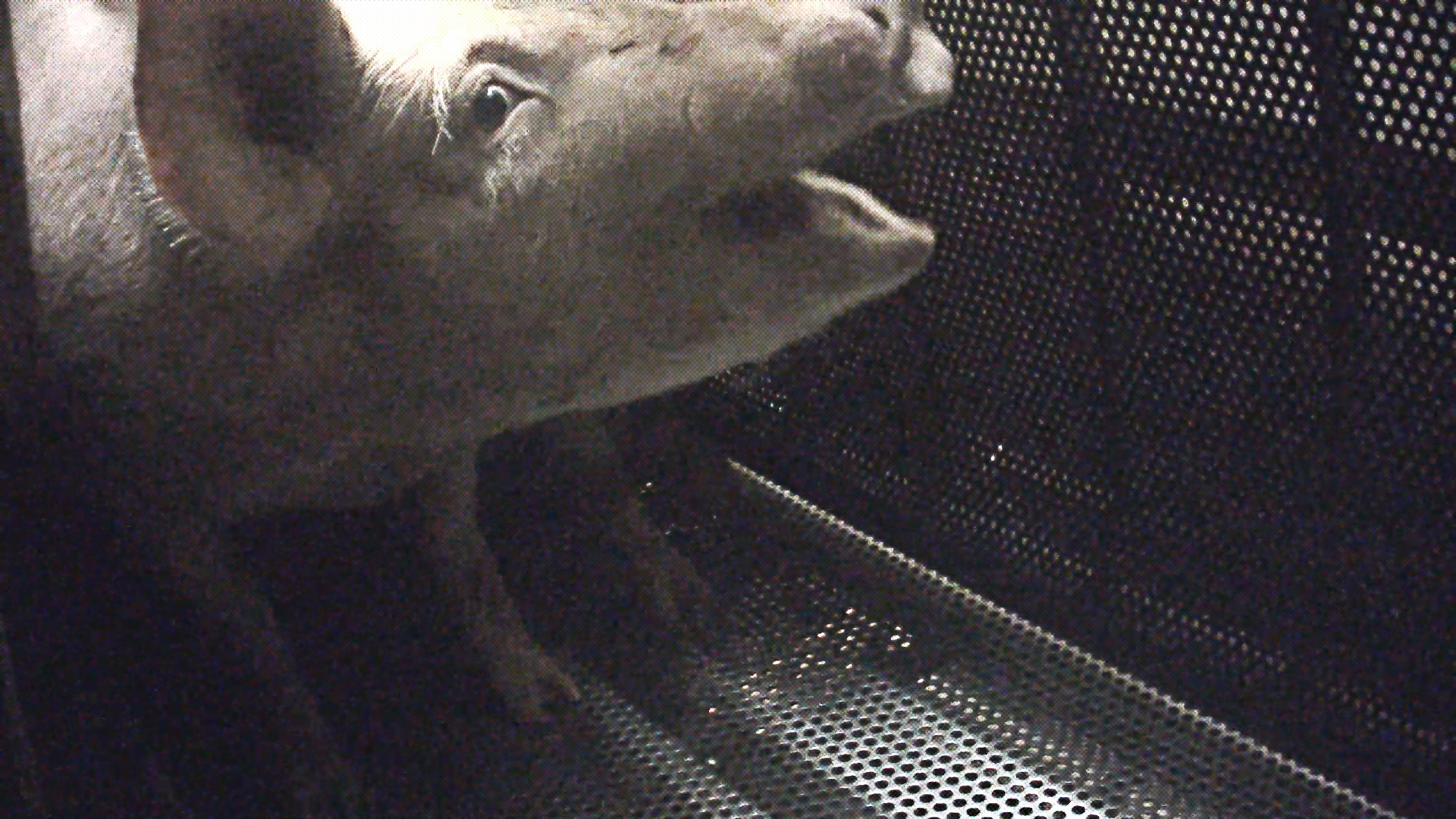
Gazage des cochons au à l'abattoir de Houdan, filmé en 2017 en caméra cachée, tel que le documente L214.

Le 13 décembre 2016, Sébastien Arsac et Tony Duhamel, un autre militant de L214, sont interpellés par la gendarmerie à l’abattoir de Houdan dans les Yvelines, alors qu'ils tentaient de récupérer les caméras cachées qu’ils avaient installées clandestinement la veille, et sont placés en garde à vue pendant dix-sept heures,.
Le 4 septembre 2017, les deux militants sont condamnés par le tribunal de grande instance de Versailles pour s’être introduit dans cet abattoir, à une amende de 6 000 € (dont 5 000 € avec sursis) pour « violation de domicile ».

## Vie privée
En 2006, Sébastien Arsac épouse Brigitte Gothière, qu'il a connue au lycée en terminale scientifique, à Clermont-Ferrand. Ils ont deux enfants.
Sébastien Arsac pratique le marathon et l'ultra marathon. En octobre 2017, il termine les 100 km et 5 260 m de dénivelé positif du Grand Trail des Templiers en 21 h et 39 m,.